# Le Boqueteau 125
Le Boqueteau 125  (Das Wäldchen 125. Eine Chronik aus den Grabenkämpfen 1918 ), publié en 1924, est un livre d'Ernst Jünger. 

## Histoire du texte
En 1920, puisant dans les quinze carnets qu'il a tenus durant toute la période de la guerre, Ernst Jünger écrit un récit autobiographique sur son expérience de la Première Guerre mondiale qu'il a vécue comme soldat de bout en bout : Orages d'acier. En 1924, il en retravaille un chapitre « Avances anglaises » qui est publié sous le titre Le Boqueteau 125.

## Description
En juin 1918, Ernst Jünger, après un séjour à l'hôpital pour sa cinquième blessure, reprend le commandement de sa 7e compagnie stationnée devant Puisieux-au-Mont et appuyée sur son aile gauche au boqueteau 125.

## Éditions en allemand
- Das Wäldchen 125. Eine Chronik aus den Grabenkämpfen 1918, chez Mittler & Sohn en 1924.
- Das Wäldchen 125. Eine Chronik aus den Grabenkämpfen 1918, version modifiée chez Mittler & Sohn en 1935.
- Das Wäldchen 125. Eine Chronik aus den Grabenkämpfen 1918, chez Klett-Cotta en 1978, à Stuttgart.

## Traduction en français
- Le Boqueteau 125 (trad. Th. Lacaze), Payot, (1932)
- Le Boqueteau 125 (trad. Th. Lacaze), Payot & Rivages, (1995)
- Le Boqueteau 125 (trad. Julien Hervier), Christian Bourgois éditeur, (2000)
- Le Boqueteau 125 (trad. Julien Hervier révisée par François Poncet), Gallimard, (2008)